# Scotoecus hirundo
Scotoecus hirundo — вид ссавців родини лиликових. 

## Проживання, поведінка
Країни поширення: Ангола, Камерун, Центральноафриканська Республіка, Демократична Республіка Конго, Кот-д'Івуар, Ефіопія, Гамбія, Гана, Гвінея, Кенія, Малаві, Мозамбік, Нігерія, Сенегал, Сьєрра-Леоне, Судан, Танзанія, Уганда, Замбія. Існує мало інформації про природну історію цього погано відомого кажана. 

## Загрози та охорона
Загрози для цього виду не відомі. Ймовірно, присутній в охоронних територіях.